# Copelatus kaszabi
Copelatus kaszabi är en skalbaggsart som beskrevs av Guignot 1956. Copelatus kaszabi ingår i släktet Copelatus och familjen dykare. Inga underarter finns listade i Catalogue of Life.